# Karla (film)
Karla är en amerikansk psykologisk thrillerfilm från 2006 skriven och regisserad av Joel Bender, och medskriven av Manette Rosen och Michael D. Sellers. Den är baserad på de kanadensiska seriemördarna Paul Bernardo och Karla Homolkas brott och har Misha Collins och Laura Prepon i huvudrollerna som Bernardo och Homolka.